# Muixtaq Talib al-Saidi
Muixtaq Talib al-Saïdi (àrab: مشتاق طالب السعيدي, Muxtāq Ṭālib as-Saʿīdī; Bagdad, 1980 - 4 de gener de 2024) va ser un cap militar iraquià, membre del moviment islamista xiïta Al-Nujaba i comandant de la 12a Brigada de les Forces de Mobilització Popular.

## Biografia
Muixtaq Talib al-Saïdi va créixer al barri mixt de Kamaliyah, a Bagdad, en una família pobra de la governació de Diyala.

### Carrera militar
Implicat en el moviment sàdrista fins a la seva detenció per les tropes nord-americanes entre 2007 i 2011, després es va unir a Asaïb Ahl al-Haq i finalment al moviment Al-Nujaba. Segons diverses fonts, va ser posat en llibertat amb la condició d'abandonar el moviment sàdrista.
Durant la Segona Guerra Civil iraquiana, va servir com a comandant de camp a Tarmiya, als grans suburbis del nord de Bagdad. Aleshores va assolir una posició important dins l'aparell de seguretat de les forces de mobilització popular al «cinturó de Bagdad».
Dins del moviment Al-Nujaba, Muixtaq Talib al-Saïdi va ocupar el càrrec d'oficial d'operacions especials, abans de fer-se càrrec del batalló de míssils arran de l'operació Al-Aqsa Flood. Com a tal, va fer diversos viatges entre l'Iraq i Síria durant el mes de desembre de 2023 i se'l va acusar d'haver orquestrat atacs contra les tropes nord-americanes en aquests dos països.

## Mort
Acusat pels Estats Units d'estar «activament implicat en la planificació i la realització d'atacs contra les forces nord-americanes», va ser assassinat en un atac de drons nord-americans.